# Réginard

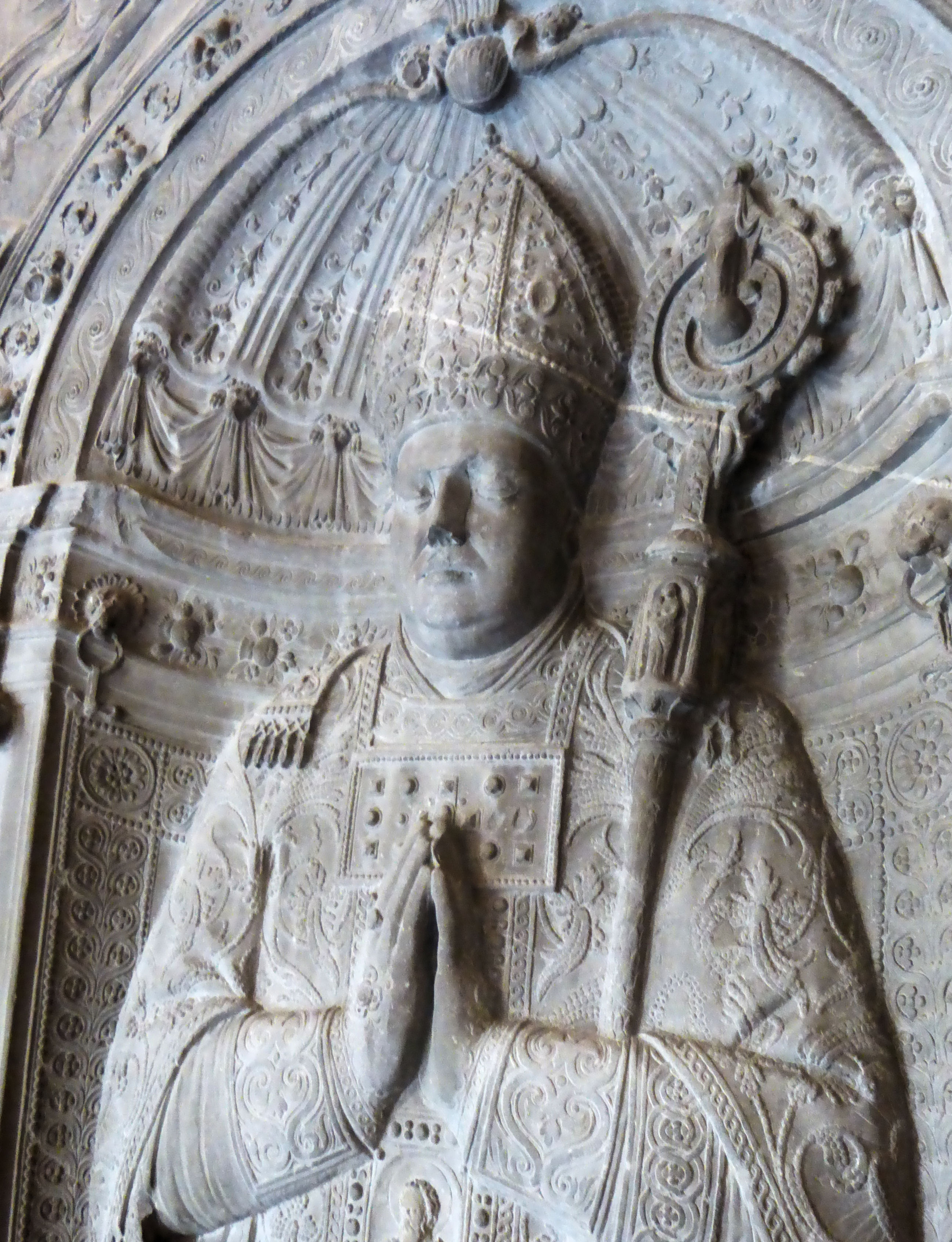
Pierre tombale, Bruxelles

Réginard fut prince-évêque de Liège de 1025 à 1037. D'après une ancienne charte il consacra la première église de Walcourt le 1er juin 1026. Il fonda en 1025 l'église Saint-Nicolas Aux-Mouches qu'il consacra en 1030. En 1036, il consacra, avec l'évêque Gérard de Cambrai, la troisième église abbatiale reconstruite (église Saint-Pierre) de l'abbaye de Lobbes .